# Rode maaimier
De rode maaimier (Pogonomyrmex barbatus) is een mier binnen het geslacht Pogonomyrmex. De rode maaimier wordt gezien als roofmier.
De rode maaimier komt voor in het zuidwesten van de Verenigde Staten. De lengte die bereikt kan worden is 5-7 millimeter, wat in verhouding tot andere mieren groot is.
De grootste voedselbron van de rode maaimier zijn zaden, wat de naam al impliceert. Rode maaimieren hebben gif dat zich verspreidt door de lymfeklieren. Hun beet is extreem pijnlijk en er kunnen allergische reacties optreden nadat het gif geïnjecteerd is.